# Hugo Hanitsch
Hugo Edmund Hanitsch (* 16. Oktober 1851 in Großenstein; † 15. April 1933 in Greiz) war ein deutscher Richter, Staatsanwalt und Politiker.

## Leben
Hanitsch war der Sohn des Mädchenschulsubstituten Carl Friedrich Victor Hanitsch und dessen Ehefrau Lina Amalie geborene Künstler aus Großenstein. Er war evangelisch-lutherischer Konfession und heiratete am 18. Oktober 1879 in Altenburg Elise Marie Leonhardt (* 26. Februar 1853 in Magdeburg; † 6. Januar 1946 in Greiz), die Tochter des Kaufmanns Heinrich Leonhardt in Magdeburg.
Er studierte Staats- und Rechtswissenschaften und war bis 1888 herzoglich sächsischer Amtsgerichtssekretär am Amtsgericht Kahla. Ab 1888 war er Amtsrichter am Amtsgericht Zeulenroda. Später wurde er Staatsanwalt in Greiz und ab dem 1. März 1894 Staatsanwalt am Schwurgericht Gera. Zum 1. Mai 1894 wurde er zum Landgerichtsdirektor am Landgericht Greiz ernannt. Daneben war er bis 1807 Vorsitzender des Schiedsgerichtes für die Arbeiterversicherung im Fürstentum Reuß älterer Linie und von 1899 bis zum 1. August 1908 Vorsitzender der Aufsichtsbehörde über die städtische Gemeindeverwaltung.
Vom 23. November 1885 bis zum 10. Dezember 1900 war er vom Fürsten ernanntes Mitglied im Greizer Landtag. Er war dort zeitweise Vizepräsident.

## Auszeichnungen
- Fürstliches Ehrenkreuz III. Klasse (1892)
- Fürstliches Ehrenkreuz II. Klasse
- Fürstliches Ehrenkreuz I. Klasse (1911)
- Justizrat (1887)
- Oberjustizrat
- Geheimer Regierungsrat (1902)
- Geheimer Rat (1904)
- Fürstlich Schwarzenburgisches Ehrenkreuz I. Klasse (1904)
- Komturkreuz II. Klasse des herzoglich Sachsen-ernestinischen Hausordens (1909)
- Komturkreuz I. Klasse des königlich sächsischen Albrechtsordens (1914)